# Balderton
Balderton is een civil parish in het bestuurlijke gebied Newark and Sherwood, in het Engelse graafschap Nottinghamshire met 9757 inwoners.